# Денис Хамил
Денис Хамил (на английски: Denis Hamill) е американски журналист, сценарист и писател на бестселъри в жанра драма и трилър.

## Биография и творчество
Денис Хамил е роден през 1951 г. в Бруклин, Ню Йорк, САЩ, и е едно от седемте деца на Били Хамил и Ани Девлин. Баща му е от семейство имигранти от Белфаст, Северна Ирландия, които са дошли през 1925 г. Израства в апартамент в Бруклин. Баща му е бил инвалид, с един крак, но въпреки това е правил всичко възможно да издържа семейството като електротехник. Майка му също работи на две места, а и децата също поемат временни работи, за да допринесат за общата издръжка. По време на управлението на Кенеди обаче се организират профсъюзи от Хари Ван Арсдейл и едва тогава баща му получава стабилна работа и добро заплащане.
Желанието на баща му е било децата му да също да станат електротехници и да работят по небостъргачите на Ню Йорк. Но те искат да учат и да станат нещо различно от това. Денис Хамил желае да стане писател и се записва да учи в държавния университет на Ню Йорк по специалност журналистика. За да може да плаща таксите, учебниците и траспорта, той започва да работи през свободното време към групата на баща си. За него това е един допълнителен университет за нещата от живота.
Еднвременно със следването си Хамил се опитва да пише и първият му журналистически очерк за футболиста Бронко Нагорски е публикуван още първото лято. След завършването си една година пише за „Village Voice“ и печели престижната награда „Майер Бергер“ от Колумбийския университет за най-добър очерк за Ню Йорк. След това продължава да работи като колумнист за „New York Magazine“, „Los Angeles Herald Examiner“, „Boston Herald American“, „New York Newsday“, и накрая води рубрика във вторник и неделя на вестник „New York Daily News“.
Денис Хамил е известен с познанията си за хората, които работят и живеят далеч от тузарския и лъскав свят на Манхатън. Много от журналистическите му материали са в защита на онеправдените и пострадалите от различни институции, като примерно един емоционален процес на полицейски служители, обвинени в неправомерна стрелба по човек на име Шон Бел.
Мечтата на Хамил е да стане писател и той неотлъчно я преследва. Заедно с журналистическата си дейност започва да пише романи и сценарии, основавайки се на своя опит.
През 1980 г. излиза първият му роман „Stomping Ground“, а след тях и следващите романи. В повечето от тях Хамил разкрива живота на своето поколение, и на хората, които той познава в Бруклин и Куинс.
През 1998 г. Хамил издава първия си трилър от серията „Боби Емет“. В нея герой е честният полицай от Ню Йорк Боби Емет, който е неудобен за корумпираните кръгове и постоянно се бори срещу убийците, обвиненията и конспирациите.
Хамил е автор и на множество сценарии за филми, като „Turk 182!“ с участието на Тимоти Хътън и Ким Катрал, „Critical Condition“ с участието на Ричард Прайър, и комедията „Under New Management“.
Денис Хамил е истински син на това, което може да се нарече поколение Уудсток, продукт на времето на младежките протести срещу войната във Виетнам, Боб Дилън, Ролинг Стоунс и Джими Хендрикс. В романите си, както и някои негови журналистически статии, той се опира на тази бурна епоха на секс, наркотици и рокендрол.
Денис Хамил живее в Куинс, Ню Йорк. Братята му Пете Хамил и Джон Хамил също са писатели на документални книги и трилъри.

## Произведения

### Самостоятелни романи
- Stomping Ground, 1980
- Machine, 1984
- House on Fire, 1995
- Fork in the Road, 2000
- Long Time Gone, 2002
- Sins of Two Fathers, 2003
- Empty Stockings: A Brooklyn Christmas Tale, 2003

### Серия „Боби Емет“ (Bobby Emmet)
1. Ченге в оставка, Three Quarters, 1998
2. Играчите, Throwing 7'S, 1999
3. Ten Spot, 2005

### Филмография
- 1985 Turk 182! – сценарист
- 1987 Critical Condition – сценарист и актьор
- 2003 Last Laugh – ТВ филм, изпълнителен продуцент
- 2009 Under New Management – сценарист и продуцент
- 2014 Fork in the Road – филм по романа, изпълнителен продуцент